# Truvelo Raptor
Truvelo Raptor — автомат производства южно-африканской компании Truvelo Armoury под боеприпасы 5,56×45 мм НАТО и 7,62×39 мм. Являясь развитием конструкции Vektor R4, по сути представляет собой производную от автомата Калашникова.
Оружие выполнено с минимальным количеством полимеров. В базовой модификации укомплектовано планками «Пикатинни» для прицелов и другого дополнительного оснащения. Ствол оснащен пламегасителем. Ствольная коробка имеет рукоятку для переноски оружия, выполненную из высококачественного сплава стали и алюминия.

## Варианты
- Carbine (C) — укороченный вариант длиной 840 мм и весом 4 кг;
- Infantry (I) — стандартный (пехотный) вариант длиной 965 мм и весом 4,6 кг.